# Vauxtin
 Vauxtin  es una población y comuna francesa, en la región de Picardía, departamento de Aisne, en el distrito de Soissons y cantón de Braine.

## Demografía
| 88 | 108 | 113 | 110 | 134 | 130 | 135 | 139 | 131 | 139 | 132 | 125 | 121 | 127 | 113 | 95 | 86 | 84 | 86 | 94 | 88 | 91 | 72 | 55 | 63 | 53 | 41 | 37 | 45 | 32 | 36 | 51 | 50 |
| Para los censos de 1962 a 1999 la población legal corresponde a la población sin duplicidades (Fuente: INSEE [Consultar]) |     |     |     |     |     |     |     |     |     |     |     |     |     |     |    |    |    |    |    |    |    |    |    |    |    |    |    |    |    |    |    |    |